# テキシルボラン
テキシルボランは、化学式[Me2CHCMe2BH2]2（Me =メチル基) で表わされる無色の液体で、広義のボランの一つ。化学式はしばしばThxBH2と略記される。名称は「t-ヘキシルボラン」（ただしテキシルボランのアルキル基は標準的なtert-ヘキシル基とは異なる）に由来する。モノアルキルボランとしては例外的に入手が容易で、テトラメチルエチレンのヒドロホウ素化により生成される。
B2H6+Me2C=CMe2→[Me2CHCMe2BH2]2

## 反応
テキシルボランはin situ合成される。溶液中では、数日ほどで異性化を起こし、2,3-ジメチル-1-ブチル誘導体を生じる。単量体としてはこの反応は以下のように書ける。
Me2CHCMe2BH2→Me2CHCH(Me)CH2BH2
テキシルボランを存在下で2分子のアルケンとカップリングさせ、カルボニル基となる一酸化炭素を作用させることにより、ケトンを合成することができる。
Me2CHCMe2BH2+ 2 RCH=CH2 → Me2CHCH(Me)CH2B(CH2CH2R)2 Me2CHCH(Me)CH2B(CH2CH2R)2+ CO + H2O → O=C(CH2CH2R)2 + ...
この試薬の重要な特徴として、テキシル基がホウ素原子から隣接原子へのアニオノトロピー1,2転移をほぼ起こさないことが挙げられる。